# Бурацкий (Суровикинский район)
Бурацкий — хутор в Суровикинском районе Волгоградской области России. Входит в состав Лысовского сельского поселения.

## История
В «Списке населённых мест Земли Войска Донского», изданном в 1864 году, населённый пункт упомянут как хутор в составе юрта станицы Верхне-Чирской Второго Донского округа, при речке Лиске, расположенный в 18 верстах от окружной станицы Нижне-Чирской. В Бурацком имелось 48 дворов и проживало 304 жителя (155 мужчин и 149 женщин).

Согласно Списку населённых мест Области Войска Донского по переписи 1873 года в населённом пункте насчитывалось 55 дворов и проживало 116 душ мужского и 144 женского пола.

В 1921 году в составе Второго Донского округа включен в состав Царицынской губернии. По состоянию на 1952 год Бурацкий являлся центром сельсовета. С 1954 по 1974 годы являлся частью Новомаксимовского сельсовета. С 1974 года вновь получил статус административного центра Бурацкого сельсовета.
Согласно закону Волгоградской области «Об установлении границ и наделении статусом Суровикинского района и муниципальных образований в его составе» от 28 октября 2004 года хутор был включён в состав Лысовского сельского поселения.

## География
Хутор находится в юго-западной части Волгоградской области, на правом берегу реки Лиска, на расстоянии примерно 17 километров (по прямой) к востоку-юго-востоку (ESE) от города Суровикино, административного центра района. Абсолютная высота — 45 метров над уровнем моря.

Климат классифицируется как влажный континентальный с тёплым летом (согласно классификации климатов Кёппена — Dfa). Среднегодовая температура воздуха положительная и составляет + 8,5 °C. Средняя температура самого холодного января −6,8 °С, самого жаркого месяца июля +23,7 °С. Расчётная многолетняя норма осадков — 382 мм. В течение года количество осадков распределено относительно равномерно: наименьшее количество осадков выпадает в феврале (24 мм), наибольшее количество — в июне (41 мм).
Часовой пояс
Хутор Бурацкий, как и вся Волгоградская область, находится в часовой зоне МСК (московское время). Смещение применяемого времени относительно UTC составляет +3:00.

## Население
| 2010 |
| ---- |
| 556  |

Гендерный состав
По данным Всероссийской переписи населения 2010 года в гендерной структуре населения мужчины составляли 47,3 %, женщины — соответственно 52,7 %.
Национальный состав
Согласно результатам переписи 2002 года, в национальной структуре населения русские составляли 77 %.

## Инфраструктура
В Бурацком функционируют средняя общеобразовательная школа, детский сад, фельдшерско-акушерский пункт, дом культуры, библиотека и отделение Почты России.

## Улицы
Уличная сеть хутора состоит из 10 улиц.